# Магдалина Тодорова
 Тази статия е за професора по информатика.  За журналистката вижте Магдалена Тодорова.  
Магдалина Василева Тодорова е български учен, професор в Софийския университет, автор на множество учебници в областта на информатиката и компютърните науки.

## Биография
Родена е през 1954 г. в Асеновград. През 1977 г. завършва висше образование в специалност „Математика“ във Факултета по математика и механика (днес: Факултет по математика и информатика) на Софийския университет „Св. Климент Охридски“. Специализацията ѝ е в областта на диференциалните уравнения.
От 1978 до 1983 година работи като математик последователно в Текстилен комбинат „Марица“ и в Лабораторията по приложна математика към Единния център по математика и механика на БАН, където работи и в периода 1986-1987 година. Между 1983 и 1986 година прави редовна аспирантура в Института по математика на БАН. През 1987 г. започва работа като асистент по информатика в Централния институт за усъвършенстване на учители и ръководни кадри към Софийския университет.
През 1988 година защитава дисертация на тема „Обобщени системи за заместване на поддървета“ и получава научната степен „кандидат на математическите науки“. От 1988 година до смъртта си през 2019 година работи във Факултета по математика и информатика на Софийския университет „Св. Климент Охридски“ последователно като асистент, старши и главен асистент, доцент (2000 г.) и професор по информатика и компютърни науки (2013 г.). Между 2003 и 2007 г. заема длъжността заместник-декан по учебната дейност на ФМИ. Дългогодишен член на Факултетния съвет на ФМИ и на Общото събрание на Софийския университет.
Магдалина Тодорова е автор на три книги, 14 учебника и повече от 70 научни статии в областта на езиците за програмиране, алгоритмите, теоретичните основи на програмирането, формалната верификация на програми, проектирането на среди за програмиране и разработка, обучението по програмиране.
През над 30-годишната си работа като преподавател във ФМИ е водила лекционни курсове по обектно-ориентирано програмиране, функционално програмиране, логическо програмиране, структури от данни, верификация на програми, анализ и синтез на програми и други. Преподавала е и на учители по математика и информатика в следдипломните форми на обучение.
Почива на 21 май 2019 година, погребана е на 26 май 2019 година в Пловдив.